# إيمرية كبرى
إيمرية كبرى (الاسم العلمي: Eimeria maxima) هي نوع من أسناخ صبغية تتبع جنس الإيمرية من فصيلة الإيمريات.